# Пассажир из Франкфурта
«Пассажир из Франкфурта» (англ. Passenger to Frankfurt) — последний шпионский роман Агаты Кристи, впервые опубликованный в Великобритании издательством Collins Crime Club в сентябре 1970 года.
Публикация романа была приурочена к восьмидесятилетнему юбилею писательницы, роман рекламировался, как восьмидесятая книга Кристи. В качестве эпиграфа к роману использовано высказывание Яна Смэтса «Магия вождя, таящая в себе огромную созидательную силу, способна обернуться величайшим злом…».
Роман состоит из трёх частей, предисловия и эпилога. В предисловии к роману Агата Кристи так отозвалась о своей работе:

Чтобы написать роман в этом, 1970 году от Рождества Христова, необходимо, чтобы он не противоречил истинному положению вещей в мире. Если сама жизнь фантастична, то таким должен и быть и ваш рассказ, он должен стать буффонадой, включать причудливые факты повседневной реальности. Можно ли вообразить необычайные события? Тайную борьбу за власть? Может ли маниакальная жажда разрушения создать новый мир? Можно ли шагнуть дальше и предложить избавление от грозящей опасности фантастическими и невозможными на первый взгляд средствами?

## Сюжет
Главный герой романа сэр Стэффорд Най, дипломат. Он летит из Малайзии в Лондон, но в связи с плохими погодными условиями самолет делает вынужденную посадку в аэропорту Франкфурта. В зале транзитных пассажиров франкфуртского аэропорта Най встречает молодую женщину, которая обращается к нему за помощью. Она просит Ная отдать ей его плащ, билет и паспорт, дабы она могла пройти на борт самолёта, летящего в Лондон. Ему же она предлагает инсценировать ограбление, заявив о краже документов и билета уже после того, как она улетит. Неожиданно он соглашается на это приключение. Однако одним этим эпизодом история не ограничивается. Най оказывается втянутым в международный заговор.